# Campionati mondiali juniores di sci nordico 2010
I campionati mondiali juniores di sci nordico 2010 si sono svolti dal 24 al 31 gennaio a Hinterzarten in Germania. Si sono disputate competizioni nelle diverse specialità dello sci nordico: combinata nordica, salto con gli sci e sci di fondo.
A contendersi i titoli di campioni mondiali juniores sono stati i ragazzi e le ragazze fino ai vent'anni (nati nel 1990 e più giovani).

## Risultati

### Uomini

#### Combinata nordica

##### Individuale 5km
| Pos. | Atleta               | Nazione  | Tempo   |
| ---- | -------------------- | -------- | ------- |
| 1    | Junshirō Kobayashi   | Giappone | 12:55,4 |
| 2    | Marjan Jelenko       | Slovenia | 13:04,3 |
| 3    | Janis Morweiser      | Germania | 13:11,0 |
| 4    | Johannes Rydzek      | Germania | 13:30,1 |
| 5    | Fabian Rießle        | Germania | 13:30,2 |
| 6    | Paweł Słowiok        | Polonia  | 13:30,7 |
| 7    | Adam Cieślar         | Polonia  | 13:32.2 |
| 8    | Ole Christian Wendel | Norvegia | 13:39,3 |
| 9    | Samuel Guy           | Francia  | 13:39,3 |
| 10   | Manuel Faißt         | Germania | 13:39,4 |

27 gennaio

Trampolino: Rothaus HS108

Fondo: 5 km

##### Individuale 10km
| Pos. | Atleta                     | Nazione  | Tempo   |
| ---- | -------------------------- | -------- | ------- |
| 1    | Ole Christian Wendel       | Norvegia | 29:43,5 |
| 2    | Janis Morweiser            | Germania | 30:04,4 |
| 3    | Gudmund Storlien           | Norvegia | 30:09,5 |
| 4    | Johannes Rydzek            | Germania | 30:12,0 |
| 5    | Marjan Jelenko             | Slovenia | 30:22,7 |
| 6    | Johannes Firn              | Germania | 30:31,8 |
| 7    | Armin Bauer                | Italia   | 30:34,7 |
| 8    | Fabian Rießle              | Germania | 30:54,4 |
| 9    | Truls Sønstehagen Johansen | Norvegia | 30:59,2 |
| 10   | Jørgen Graabak             | Norvegia | 30:59,4 |

29 gennaio

Trampolino: Rothaus HS108

Fondo: 10 km

##### Gara a squadre
| Pos. | Nazione     | Atleti                                                                          | Tempo   |
| ---- | ----------- | ------------------------------------------------------------------------------- | ------- |
| 1    | Germania    | Fabian Rießle Johannes Rydzek Janis Morweiser Johannes Firn                     | 53:00,1 |
| 2    | Norvegia    | Ole Christian Wendel Gudmund Storlien Jørgen Graabak Truls Sønstehagen Johansen | 53:13,6 |
| 3    | Slovenia    | Gašper Berlot Matic Plaznik Jože Kamenik Marjan Jelenko                         | 55:19,8 |
| 4    | Giappone    | Hiroyuki Tanaka Yoshito Watabe Hiroo Sasaki Junshirō Kobayashi                  | 55:45,7 |
| 5    | Polonia     | Andrzej Gąsienica Stanisław Biela Adam Cieślar Paweł Słowiok                    | 55:51,7 |
| 6    | Italia      | Armin Bauer Samuel Costa Felix Peselj Mattia Runggaldier                        | 55:54,0 |
| 7    | Estonia     | Kaarel Nurmsalu Tanel Levkoi Han-Hendrik Piho Kail Piho                         | 56:06,2 |
| 8    | Rep. Ceca   | Lukáš Jančík Lukáš Samohýl Lukáš Havránek Lukáš Rypl                            | 56:12,8 |
| 9    | Austria     | Thomas Egger-Riedmüller Mario Seidl Harald Lemmerer Franz-Josef Rehrl           | 56:35,6 |
| 10   | Stati Uniti | Nick Hendrickson Taylor Fletcher Cliff Field Michael Ward                       | 57:21,7 |

31 gennaio

Trampolino: Rothaus HS108

Fondo: 4x5 km

#### Salto con gli sci

##### Trampolino normale
| Pos. | Atleta               | Nazione   | Punti |
| ---- | -------------------- | --------- | ----- |
| 1    | Michael Hayböck      | Austria   | 282,5 |
| 2    | Peter Prevc          | Slovenia  | 278,5 |
| 3    | Diego Dellasega      | Italia    | 266,0 |
| 4    | Tobias Bogner        | Germania  | 260,0 |
| 5    | Florian Schabereiter | Austria   | 257,5 |
| 6    | Felix Schoft         | Germania  | 256,0 |
| 7    | Vladimir Zografski   | Bulgaria  | 253,5 |
| 8    | Ville Larinto        | Finlandia | 250,0 |
| 9    | Pavel Karelin        | Russia    | 247,5 |
| 10   | Mario Innauer        | Austria   | 245,0 |

28 gennaio

Trampolino: Rothaus HS108

##### Gara a squadre
| Pos. | Nazione   | Atleti                                                               | Tempo  |
| ---- | --------- | -------------------------------------------------------------------- | ------ |
| 1    | Austria   | Michael Hayböck Florian Schabereiter Lukas Müller Mario Innauer      | 1030,5 |
| 2    | Germania  | Tobias Bogner Pascal Bodmer Stephan Leyhe Felix Schoft               | 1010,5 |
| 3    | Slovenia  | Peter Prevc Jaka Hvala Matic Kramaršič Dejan Judež                   | 1006,5 |
| 4    | Finlandia | Ville Larinto Sami Niemi Jarkko Määttä Sami Saapunki                 | 950,5  |
| 5    | Polonia   | Grzegorz Miętus Klemens Murańka Krzysztof Miętus Dawid Kubacki       | 916,0  |
| 6    | Giappone  | Kenshirō Itō Kento Sakuyama Yumu Harada Shōtarō Hosoda               | 903,0  |
| 7    | Italia    | Diego Dellasega Roberto Dellasega Michael Lunardi Alessio De Crignis | 885,5  |
| 8    | Russia    | Pavel Karelin Aleksandr Sardyko Georgij Červjakov Il'mir Chazetdinov | 809,0  |
| 9    | Rep. Ceca | Čestmír Kožíšek Pavel Farkaš Robert Kubáň Jiří Mazoch                | 377,5  |
| 10   | Svizzera  | Pascal Egloff Adrian Schuler Vital Anken                             | 318,5  |

30 gennaio

Trampolino: Rothaus HS108

#### Sci di fondo

##### 10 km
| Pos. | Atleta           | Nazione   | Tempo   |
| ---- | ---------------- | --------- | ------- |
| 1    | Pål Golberg      | Norvegia  | 23:58,0 |
| 2    | Evgenij Belov    | Russia    | 24:07,6 |
| 3    | Pëtr Sedov       | Russia    | 24:31,8 |
| 4    | Finn Hågen Krogh | Norvegia  | 24:38,7 |
| 5    | Akira Lenting    | Giappone  | 24:40,5 |
| 6    | Thomas Bing      | Germania  | 24:40,7 |
| 7    | Iivo Niskanen    | Finlandia | 24:43,8 |
| 8    | Hannes Dotzler   | Germania  | 24:50,9 |
| 9    | Perttu Hyvärinen | Finlandia | 24:57,1 |
| 10   | Aleksej Vicenko  | Russia    | 24:59,5 |

27 gennaio

Tecnica classica

##### Sprint
| Pos. | Atleta              | Nazione   |
| ---- | ------------------- | --------- |
| 1    | Tomas Northug       | Norvegia  |
| 2    | Pål Golberg         | Norvegia  |
| 3    | Federico Pellegrino | Italia    |
| 4    | Juho Mikkonen       | Finlandia |
| 5    | Dmitrij Ozerskij    | Russia    |
| 6    | Enrico Nizzi        | Italia    |
| 7    | Baptiste Gros       | Francia   |
| 8    | Evgenij Belov       | Russia    |
| 9    | Renaud Jay          | Francia   |
| 10   | Paul Goalabré       | Francia   |

25 gennaio

Tecnica libera

##### Skiathlon
| Pos. | Atleta            | Nazione  | Tempo   |
| ---- | ----------------- | -------- | ------- |
| 1    | Pëtr Sedov        | Russia   | 56:54,1 |
| 2    | Petrică Hogiu     | Romania  | 57:35,4 |
| 3    | Finn Hågen Krogh  | Norvegia | 57:38,4 |
| 4    | Thomas Bing       | Germania | 57:38,7 |
| 5    | Akira Lenting     | Giappone | 57:43,5 |
| 6    | Evgenij Belov     | Russia   | 57:56,2 |
| 7    | Aleksej Vicenko   | Russia   | 57:57,4 |
| 8    | Jonas Baumann     | Svizzera | 57:58,4 |
| 9    | Hiroyuki Miyazawa | Giappone | 58:25,4 |
| 10   | Didrik Tønseth    | Norvegia | 58:28,3 |

29 gennaio

10km a tecnica classica 

10km a tecnica libera

##### Staffetta 4x5 km
| Pos. | Nazione     | Atleti                                                             | Tempo   |
| ---- | ----------- | ------------------------------------------------------------------ | ------- |
| 1    | Norvegia    | Didrik Tønseth Pål Golberg Tomas Northug Finn Hågen Krogh          | 49:10,5 |
| 2    | Russia      | Gleb Retivych Evgenij Belov Aleksej Vicenko Pëtr Sedov             | 49:12,7 |
| 3    | Germania    | Thomas Wick Lucas Bögl Hannes Dotzler Thomas Bing                  | 49:23,3 |
| 4    | Francia     | Alexis Jeannerod Tao Quemere Damien Tarantola Baptiste Gros        |         |
| 5    | Kazakistan  | Sergej Malyšev Nikita Smagin Roman Ragozin Mark Starostin          |         |
| 6    | Finlandia   | Juho Mikkonen Iivo Niskanen Perttu Hyvärinen Jouni Komun           |         |
| 7    | Italia      | Stefano Gardener Fabio Clementi Enrico Nizzi Federico Pellegrino   |         |
| 8    | Svizzera    | Ueli Schnider Jonas Baumann Candide Pralong Roman Furger           |         |
| 9    | Slovenia    | Amel Ščuk Rok Tršan Boštjan Klavžar Matej Šimenc                   |         |
| 10   | Bielorussia | Aleksandr Voronov Serhej Hromyko Jurij Astapenko Aleksandr Mel'nik |         |

31 gennaio

2 frazioni a tecnica classica 
 
2 frazioni a tecnica libera

### Donne

#### Salto con gli sci

##### Trampolino normale
| Pos. | Atleta                     | Nazione     | Punti |
| ---- | -------------------------- | ----------- | ----- |
| 1    | Elena Runggaldier          | Italia      | 267,5 |
| 2    | Coline Mattel              | Francia     | 258,0 |
| 3    | Sarah Hendrickson          | Stati Uniti | 249,5 |
| 4    | Bigna Windmüller           | Svizzera    | 241,5 |
| 5    | Carina Vogt                | Germania    | 240,0 |
| 6    | Jacqueline Seifriedsberger | Austria     | 239,5 |
| 7    | Sara Takanashi             | Giappone    | 238,5 |
| 7    | Juliane Seyfarth           | Germania    | 238,5 |
| 9    | Anna Rupprecht             | Germania    | 235,0 |
| 10   | Eva Logar                  | Slovenia    | 229,5 |

29 gennaio

Trampolino: Rothaus HS108

#### Sci di fondo

##### 5 km
| Pos. | Atleta                   | Nazione   | Tempo   |
| ---- | ------------------------ | --------- | ------- |
| 1    | Krista Pärmäkoski        | Finlandia | 13:33,9 |
| 2    | Ingvild Flugstad Østberg | Norvegia  | 13:36,9 |
| 3    | Hanna Erikson            | Svezia    | 13:37,9 |
| 4    | Lisa Larsen              | Svezia    | 14:01,0 |
| 5    | Anna Ščerbinina          | Russia    | 14:03,6 |
| 6    | Elena Serochvostova      | Russia    | 14:07,1 |
| 7    | Heidi Weng               | Norvegia  | 14:07,2 |
| 8    | Michiko Kashiwabara      | Giappone  | 14:11,6 |
| 9    | Ragnhild Haga            | Norvegia  | 14:12,7 |
| 10   | Marjaana Pitkänen        | Finlandia | 14:14,0 |

27 gennaio

Tecnica classica

##### Sprint
| Pos. | Atleta                   | Nazione   |
| ---- | ------------------------ | --------- |
| 1    | Hanna Erikson            | Svezia    |
| 2    | Ingvild Flugstad Østberg | Norvegia  |
| 3    | Kari Øyre Slind          | Norvegia  |
| 4    | Gaia Vuerich             | Italia    |
| 5    | Krista Pärmäkoski        | Finlandia |
| 6    | Hanna Kolb               | Germania  |
| 7    | Heidi Weng               | Norvegia  |
| 8    | Nathalie Schwarz         | Svizzera  |
| 9    | Célia Aymonier           | Francia   |
| 10   | Marija Davydenkova       | Russia    |

25 gennaio

Tecnica libera

##### Skiathlon
| Pos. | Atleta                   | Nazione    | Tempo   |
| ---- | ------------------------ | ---------- | ------- |
| 1    | Ingvild Flugstad Østberg | Norvegia   | 30:51,0 |
| 2    | Heidi Weng               | Norvegia   | 31:37,6 |
| 3    | Tuva Toftdahl Staver     | Norvegia   | 31:49,1 |
| 4    | Michiko Kashiwabara      | Giappone   | 31:49,2 |
| 5    | Lisa Larsen              | Svezia     | 32:02,1 |
| 6    | Krista Pärmäkoski        | Finlandia  | 32:18,1 |
| 7    | Marjaana Pitkänen        | Finlandia  | 32:20,4 |
| 8    | Inna Smirnova            | Russia     | 32:33,4 |
| 9    | Debora Agreiter          | Italia     | 32:34,2 |
| 10   | Anastasija Slonova       | Kazakistan | 32:35,4 |

29 gennaio

5km a tecnica classica 

5km a tecnica libera

##### Staffetta 4x3,3 km
| Pos. | Nazione     | Atleti                                                                   | Tempo   |
| ---- | ----------- | ------------------------------------------------------------------------ | ------- |
| 1    | Norvegia    | Kari Øyre Slind Heidi Weng Tuva Toftdahl Staver Ingvild Flugstad Østberg | 42:19,2 |
| 2    | Finlandia   | Maria Grundvall Marjaana Pitkänen Tanja Kauppinen Krista Pärmäkoski      | 42:19,7 |
| 3    | Svezia      | Maria Nordström Lisa Larsen Madeleine Thorn Hanna Erikson                | 42:24,9 |
| 4    | Kazakistan  | Marina Matrosova Ekaterina Semenovych Elena Sachnova Anastasija Slonova  | 42:58,7 |
| 5    | Russia      | Dar'ja Godovaničenko Anna Ščerbinina Inna Smirnova Elena Soboleva        | 43:00,9 |
| 6    | Germania    | Lucia Anger Theresa Eichhorn Sandra Ringwald Hanna Kolb                  | 43:04,0 |
| 7    | Francia     | Célia Aymonier Marion Colin Marion Buillet Lucile Mouilleseaux           | 43:12,4 |
| 8    | Stati Uniti | Sophie Caldwell Caitlin Patterson Joanne Reid Jessica Diggins            | 43:12,8 |
| 9    | Italia      | Elisa Matli Lucia Scardoni Debora Agreiter Gaia Vuerich                  | 43:40,4 |
| 10   | Rep. Ceca   | Karolína Grohová Kamila Knopová Ivana Kadrmanová Ludmila Horká           | 44:20,0 |

31 gennaio

2 frazioni a tecnica classica 
 
2 frazioni a tecnica libera